# Джарылгач
Джарылга́ч (укр. Джарилгач, крымскотат. Carılğaç, Джарылгъач) — крупнейшее озеро Черноморского района и Тарханкутского полуострова (после Донузлава), расположенное на западе центральной части Черноморского района. Площадь водного зеркала — 8,3 км². Тип общей минерализации — солёное, по химическому составу — горько-солёное. Происхождение — лиманное. Группа гидрологического режима — бессточное.
Местные жители и отдыхающие часто ошибочно называют озеро Джарылгач лиманом, хотя, не имея связи с морем, оно таковым не является.
Название озера в переводе с крымскотатарского языка означает расколовшийся, треснувший.

## География

Гидрографические объекты Черноморского района

### Характеристика
Входит в Тарханкутскую группу озёр, где является вторым по площади. Длина — 8,5 км. Ширина средняя — 1 км, наибольшая — 2,3 км. Глубина средняя — 0,9 м, наибольшая — 1,0/1,6 м. Высота над уровнем моря — −0,4 м. Площадь водосбора — 268 км².
Нет впадающих и вытекающих рек, островов.
На берегу озера расположены сёла Межводненского сельсовета Черноморского района Межводное, Водопойное и Новоульяновка.
Вместе с озёрами Ярылгач и Панское входит в группу озёр, прилегающих к Ярылгачской бухте. От Ярылгачской бухты озеро отделено пересыпью (где расположена территориальная дорога Т-01-07 сообщения Черноморское—Раздольное—Воинка), а от озера Ярылгач — местной дорогой сообщения Межводное—Зайцево—Красная Поляна.
В озеро впадают маловодные балки Джарылгач длиной 20 км и Кировская длиной 24 км. Северная и южная (частично) береговая линия обрывистая, без берегов, высотой 5—6 и 2—3 м соответственно.

### Происхождение
Котловина озера Джарылгач лиманного происхождения. Понтийские известняки в районе озера Панское сменяются мэотическими слоями в верховьях озера Джарылгач. В районе озера Джарылгач наблюдается прогиб в геологических пластах, поэтому понтийские известняки наклонены в сторону озера. Озеро образовалось в результате затопления морем приустьевых частей балок и родников по их берегам. Балка отшнуровывалась от моря песчано-ракушечной пересыпью. Подобные процессы произошли и с другими озёрами северо-западного Крыма. Пересыпь озера к настоящему времени геологически сложилась полностью.

### Климат
Климат в районе озера является умеренным континентальным. Средняя температура июля составляет около +23 °C, января — около 0 °C. Среднегодовое количество осадков — менее 350 мм.

### Гидрографический режим
Основной источник питания озера — подземные грунтовые (Причерноморского артезианского бассейна) и фильтрационные морские воды.
Роль поверхностных вод в питании озера невелика, так как на Тарханкутском полуострове отсутствуют постоянные водотоки. Поверхность полуострова расчленена системой эрозионных балок, имеющих в основном широтное направление, по которым наблюдается сток лишь во время весенних паводков и летне-осенних ливней.
Значительно большее значение в питании озёр имеют подземные воды, выходы которых обнаруживаются в виде родников в распределённых пластовых водах по берегам и на дне озера в виде грифонов или же вскрываются в устьях балок, впадающих в озеро. В последнем случае по дну балок протекают небольшие ручьи. Родники, питающиеся подземными водами, на Тарханкуте есть только в верховьях озёр Джарылгач и Донузлав.
В восточной части озера питание осуществляется за счёт подземных пресных грунтовых вод, в западной — фильтрационных морских, поэтому вблизи выхода подземных вод чувствуется значительное опреснение. В 1934 году геолог И. П. Поддубный открыл мощные наземные и подземные карстовые источники у села Водопойное, доставляющие в озеро 100 литров пресной (грунтово-карстовые мэоита) воды в секунду. Поскольку озеро питают подводные пресные источники, концентрация соли в озере (в его восточной части) ниже, чем в море.
Уровень воды в озере значительно колеблется в зависимости от сезона: весной и осенью он увеличивается за счёт вод, нагоняемых под действием ветра и волн, а также подпочвенных вод и осадков; летом уровень зачастую падает до критического из-за очень засушливой погоды в июле и августе.

Галерея озёрной котловины и прилегающей местности
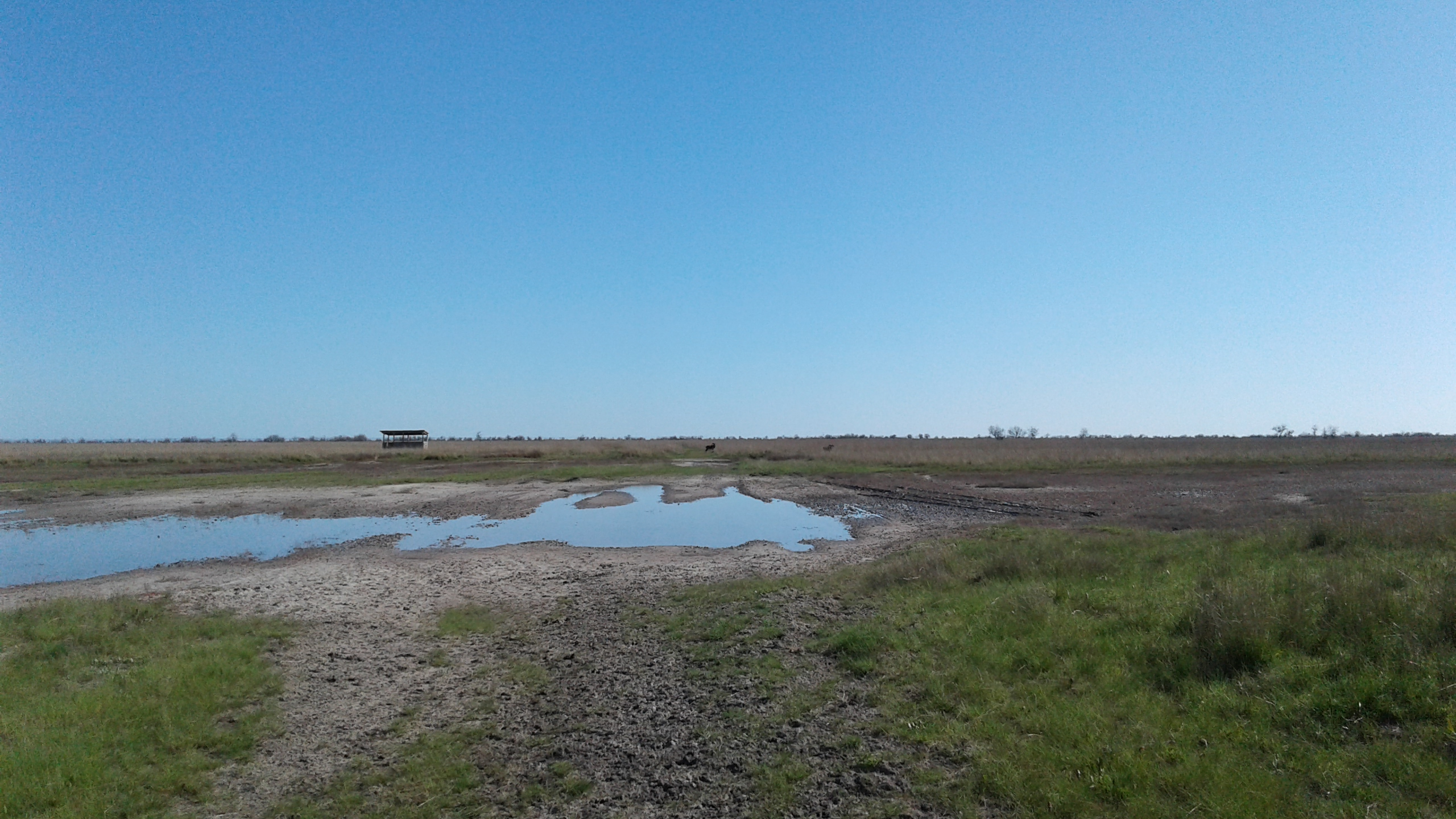
Озёра Джарылгач (на заднем плане) и Ярылгач (северный залив; на переднем плане)
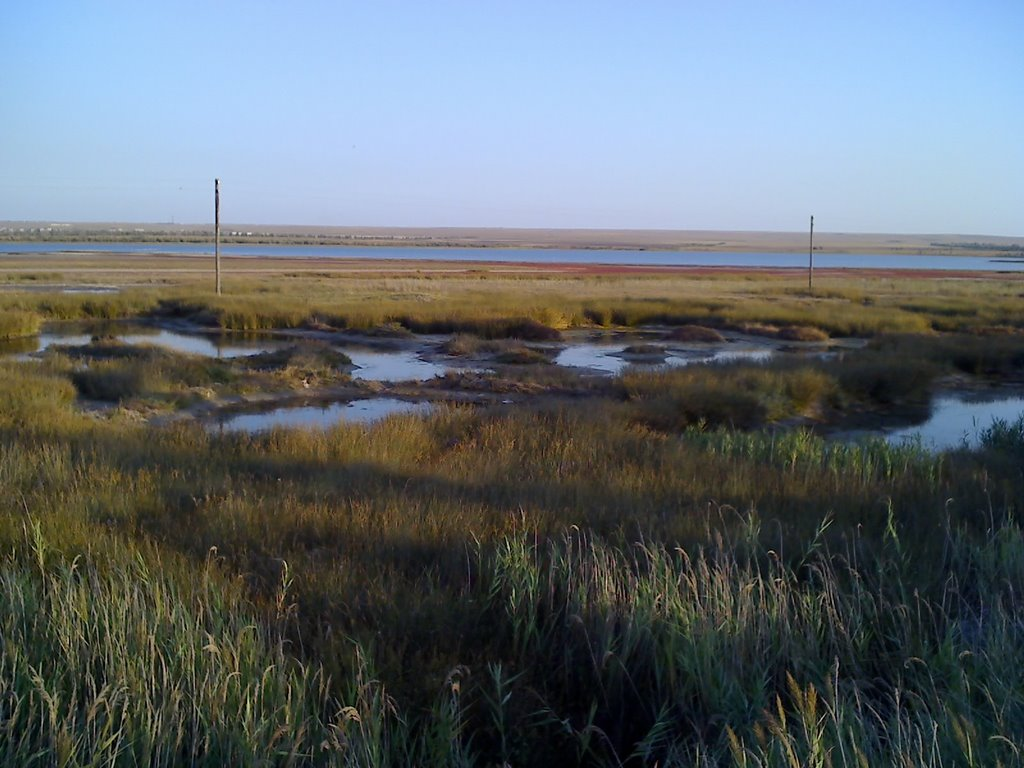
Солончаки у западного побережья озера и само озеро (на заднем плане)
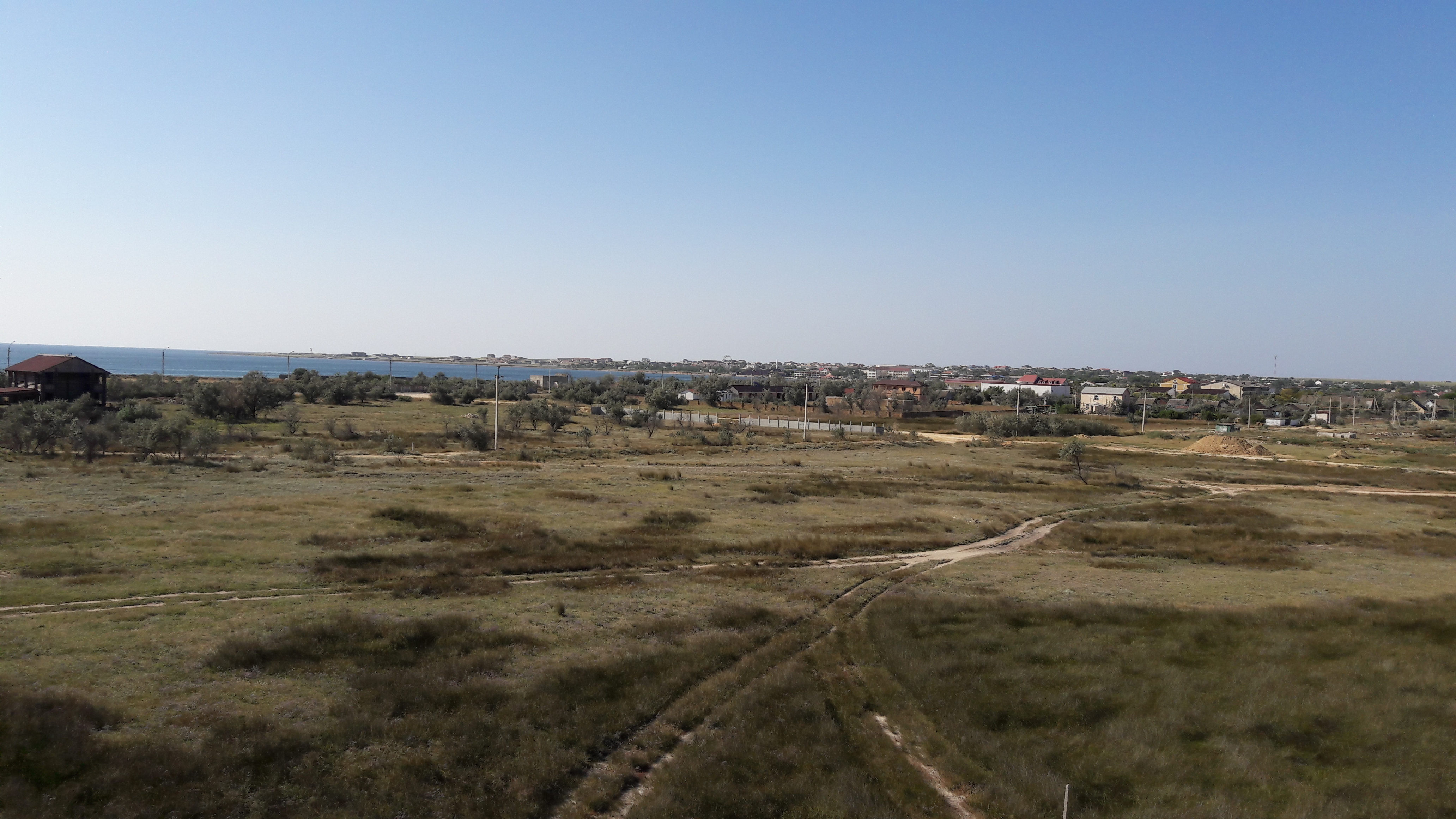
Ярылгачский перешеек — между бухтой и озёрами. Ближе к Ярылгачскому заливу проходит дорога Т-01-07
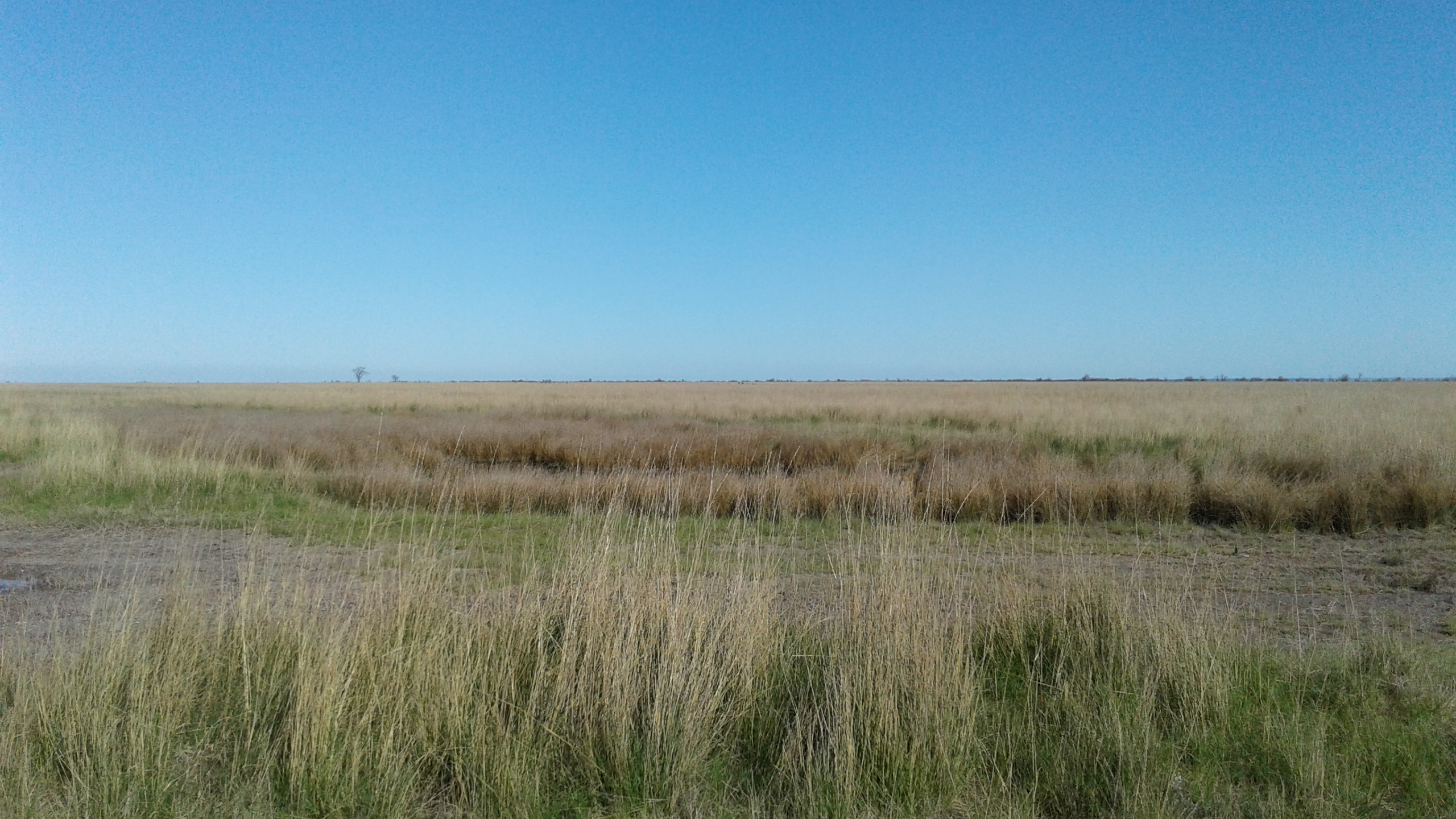
Озеро Джарылгач (справа) и резервуар с грязями (затопленный водой; слева). Дорога Межводное—Красная Поляна (вид на север)

### Донные отложения
Донные отложения озера большой мощности и отличаются разнообразным составом. В верхних слоях они представлены мелкодисперсными илами чёрного и серого цветов, ниже — с голубоватым оттенком. В нижних слоях это преимущественно мелкодисперсные илы или даже илистые суглинки. Нижние слои илов почти всюду, а верхние в участках озёр, прилегающих к пересыпи, засорены ракушкой морских моллюсков. Наибольшая мощность донных отложений 8—12 м, верхнего слоя мелкодисперсных чёрных и тёмно-серых илов 0,3—1,0 м. В Джарылгаче, как и в других озёрах Тарханкутской группы, не было обнаружено донной корневой соли.

### Гидрохимический состав
Изменения солёности по глубине незначительны. Концентрация рапы, как и в других длинных озёрах, например, Донузлаве, уменьшается по мере удаления от пересыпи. Вблизи выходов подземных вод также чувствуется значительное опреснение. Относительно низкая солёность озёрных вод объясняется большим притоком маломинерализованных поверхностных и подземных вод и периодической непосредственной связью с морем.
Потери на испарение с водного зеркала хотя и сильно изменяют уровни, но повышают концентрацию солей в их водах всего на 1—3 %. Такое увеличение солёности ещё далеко от насыщения, а поэтому в озере не бывает естественной садки поваренной соли. Джарылгач находится в начальной стадии своего развития, и в виде твёрдой фазы в нём выделяются лишь углекислые соединения кальция.
Солёность рапы Тарханкутских озёр, в том числе и Джарылгача, ниже, чем других крымских водоёмов, и в природных условиях обычно не достигает кристаллизации хлористого натрия. Соляные корни в озере не были обнаружены. Раньше на озере велась добыча соли бассейновым методом. Сумма солей — 9,17 весовых процентов, на август 1955 года — дата взятия пробы. Химический состав рассола озера: удельный вес 1,06; NaCl 6,38; KCl 0,16; MgSO4 0,57; MgCl2 0,74; CaSO4 0,32; Ca(HCO3)2 0,014 (в весовых %).

### Флора и фауна
На склонах озёрной котловины наиболее широко представлены сложноцветные, крестоцветные, бобовые, злаки. Основу травостоя составляют типчак (Festuca valesiaca), различные виды полыни, девясила, чабреца, дрока. В балках произрастают кустарники (боярышник, шиповник, тёрн). В степной целинной растительности выделяются сухолюбивые, узколистые, длительно вегетирующие злаки: ковыль Лессинга (Stipa lessingiana), тырса (Stípa capilláta), типчак (Festuca valesiaca), мятлик бесплодный (Poa sterilis), виды родов житняк и тонконог; бобовые: люцерна жёлтая (Medicago falcata), виды родов донник и астрагал; из разнотравья: верблюдки. В Красную книгу занесены: василёк Талиева (Centaurea taliewii) и пырей ковылелистный (Elytrigia stipifolia).
Нектон отсутствует. Бентос представлен мотылём — червевидными красными личинками комаров семейств Chironomidae и Tendipedidae, достигающими длины в несколько сантиметров. Живёт в иле, можно встретить в воде. Озеро мелководно (средняя глубина — 0,5 м) и поэтому зарастает у берегов высшей водной растительностью, также обильно развиваются различные водоросли, приводящие иногда к цветению воды.

Галерея Растительного мира озёрной котловины Джарылгача
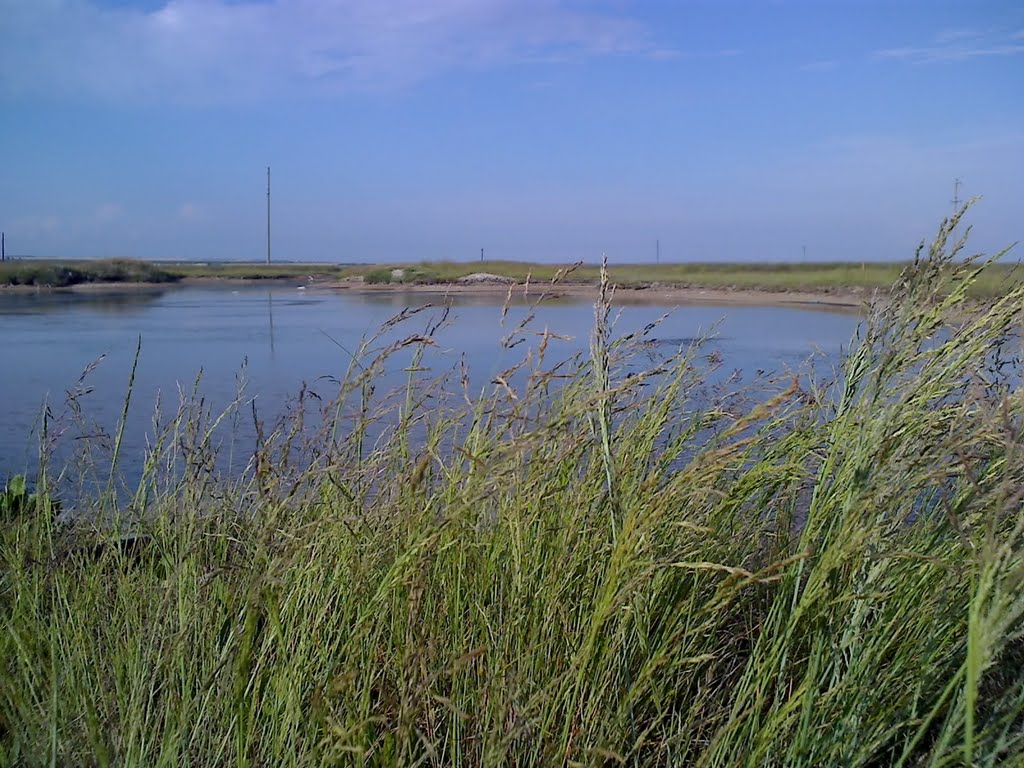
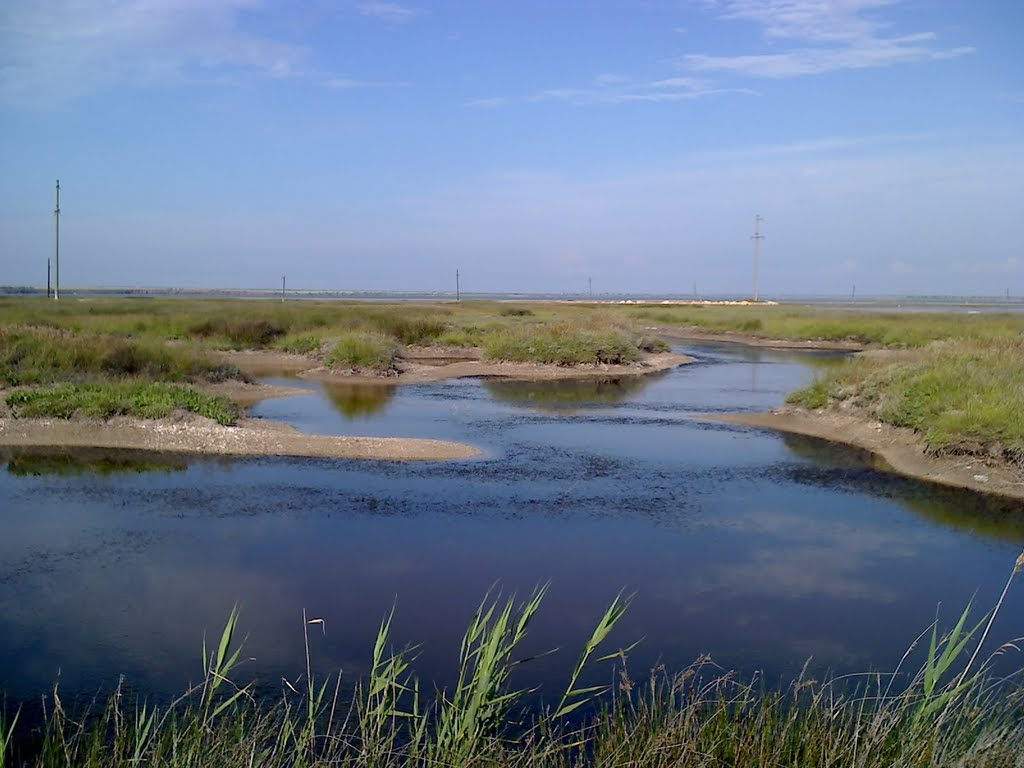

## Хозяйственное значение
В озере Джарылгач, наряду с озером Ярылгач (Сасык), имеются значительные запасы поваренной соли. На картах середины и конца XIX века на озере были обозначены места её добычи. Из-за высокого уровня минерализации в озере нет ни рыбы, ни другой пригодной для человека флоры и фауны. Озеро не судоходно, поскольку имеет незначительную глубину (до 1 м). На склонах озера планируется строительство ветровой электростанции.

### Грязелечение
Дно озера устлано слоем высокоминерализированной грязи. Запасы лечебных грязей в озере Джарылгач — 3,0 млн м³. Помимо дна озера грязи также расположены на участке западнее озера (через насыпную тырсовую дорогу, участок периодически затапливается). Для бальнеологических целей илы озера имеют лишь местное значение.
Согласно Водному Кодексу, утверждённому постановлением Кабинета Министров Украины от 11.12.1996 года № 1499, утверждён «Перечень водных объектов, относящихся к категории лечебных», в который входит озеро Джарылгач. Воду местные жители используют в лечебных целях.
В Межводном (прилегающем к озеру населённом пункте) отсутствуют бальнеологические учреждения (есть только базы отдыха и пансионаты), способные установить/назначить необходимый (безопасный) уровень квалифицированного лечения.

#### Грязи
Грязи озера обладают лечебно-косметическим эффектом и применяются для лечения заболеваний опорно-двигательного аппарата, центральной и периферической нервной системы, ЛОР-органов, кожных заболеваний, оказывают противовоспалительное, регенерирующее действие, усиливают обменные процессы, способствуют выведению радионуклидов и токсинов из организма. Рапа положительно действует на организм человека в связи с её противовоспалительным и анальгезирующим влиянием, улучшением лимфо- и кровообращения в патологических очагах, десенсибилизирующим действием, воздействием на обмен веществ в организме. При лечении различных нозологических форм используется как цельная, так и разбавленная рапа. Противопоказания к грязелечению: активные кровотечения, онкология, сердечно-сосудистые заболевания, кожные заболевания в острой стадии, туберкулёз, беременность, повышенная температура, локальные воспаления, неврологические заболевания, нервное или физическое истощение, склероз, эпилепсия, перенесённый инсульт или инфаркт, заболевания щитовидной железы, паралич, а также наркозависимость.

#### Применение
Грязевые ванны, как правило, принимаются в виде аппликаций на больные участки тела, за исключением шеи и области сердца. Не следует забывать, что грязи являются сильнодействующей процедурой.

## Археология
В ходе проведённых в 2007—2008 годах экспедиций на Тарханкутском полуострове, в том числе и на склонах озера Джарылгач, в рамках международного Джарылгачского исследовательского проекта были обнаружены ряд курганов и 15 поселений (некоторые и у берегов Ярылгача) античных времён. В 1972 году на склонах озера над селом Снежное были раскопаны останки четырёх курганов (группы — подкурганные каменные склепы) во время экспедиции под руководством А. А. Щепинского. Многократное подзахоронения свидетельствуют о том, что эти курганы оставили представители не кочевого, а оседлого населения, селища которых находились неподалёку, в пределах прямой видимости от курганов. Так, в непосредственной близости от курганной группы выше по склону над Снежным в 2008 году в ходе Джарылгачского исследовательского проекта было открыто крупное селище IV века до н. э.

## Экология
По мнению Крымской республиканской ассоциации «Экология и мир», рекреационный ресурс озера — лечебные грязи — уничтожается под действием бесконтрольного массового использования.
Специалисты ассоциации считают, что использование ресурса должно проходить под контролем Министерства здравоохранения и санитарных служб Крыма. В ассоциации считают, что это соляное озеро и другие озера данной местности должны стать ресурсной базой для цивилизованного использования лечебных грязей и рапы на длительную перспективу. Такое использование должно проходить под контролем Министерства здравоохранения и санитарных служб Крыма. «Нельзя жить одним днем и губить лечебные рекреационные ресурсы, не оставляя надежды для будущего устойчивого развития курортной зоны крымских золотых песков», — подытожили специалисты ассоциации.
Озеру Джарылгач пока не грозит опреснение, но есть и другая серьёзная проблема: уничтожение со стороны охотников за мотылём. Ловцы этих личинок насекомых, вытаптывая и перемешивая пласт донных отложений, превращают лечебную грязь в обычные донные отложения, которые перестают обладать целебными свойствами. Кроме того, озеро стало местом хранения отходов и бытового мусора.